# Bruno Maldaner
Bruno Maldaner (Nova Petrópolis, 4 de agosto de 1924 — Ijuí, 16 de novembro de 2008) foi um bispo católico brasileiro, Bispo-emérito de Frederico Westphalen.

## Vida
Nasceu na localidade de Pinhal Alto em Nova Petrópolis, filho de Aloísio Maldaner e Adelina Hansen Maldaner. Estudou nos Seminários de Gravataí, São Leopoldo e na  Pontifícia Universidade Gregoriana. Foi ordenado em Roma, aos 8 de dezembro de 1950.
Regressando à Arquidiocese de Porto Alegre, trabalhou nas paróquias do Pão dos Pobres, Nossa Senhora Auxiliadora, Petrópolis e Nossa Senhora do Rosário até que, em 1955, foi convocado pelo Núncio Apostólico D. Armando Lombardi para ser seu secretário, atividade que desempenhou durante dez anos. Com a morte de D. Armando, o padre Bruno foi convocado pelo Cardeal D. Agnelo Rossi para secretariá-lo. Foi professor no Seminário Arquidiocesano de Gravataí e na PUCRS em Porto Alegre.[carece de fontes?]

## Episcopado
A 15 de abril de 1965 foi nomeado pelo Papa Paulo VI Bispo titular de Aquae in Mauretania e Auxiliar de São Paulo. Foi ordenado bispo em 29 de junho de 1966, pelo Cardeal Agnelo Rossi, na Catedral Metropolitana de São Paulo, auxiliado por Dom João Aloysio Hoffmann, Bispo de Frederico Westphalen, e Dom Edmundo Luís Kunz, Bispo Auxiliar de Porto Alegre.
Como bispo, foi encarregado dos cuidados pastorais na Região Episcopal Leste, onde promoveu a criação de 18 novas paróquias. Foi secretário do Regional da CNBB e assistente eclesiástico da Coordenação dos Movimentos de Apostolado Leigo da Arquidiocese de São Paulo.[carece de fontes?]
Dom Bruno, por nomeação do Papa Paulo VI, aos 27 de maio de 1971 foi transferido para Frederico Westphalen.
A Diocese de Frederico Westphalen recebeu seu segundo Bispo a 31 de julho de 1971. Em seu governo, estabeleceu a Cúria Diocesana, o Centro de Treinamentos de Pastoral, a Rádio 95.9 FM - onde dirigia o programa A voz da Diocese, a creche João Paulo II e ajudou no processo de implantação da Fundação do Ensino Superior do Alto Uruguai/Universidade Regional Integrada do Alto Uruguai e das Missões (Fesau/URI).
Aos 12 de dezembro de 2001, aos 77 anos, teve sua renúncia aceita pelo Papa João Paulo II, por limite de idade. Já como bispo emérito, aos 80 anos, assumiu a função de provedor do Hospital Divina Providência.
Faleceu na tarde de 16 de novembro de 2008, por insuficiência cardíaca, na cidade de Ijuí, onde tinha feito uma cirurgia na bacia na semana anterior.